# Rudolf Krčil
Rudolf Krčil (5. března 1906 Trnovany – 1. dubna 1981) byl fotbalový reprezentant Československa, prvoligový hráč Teplitzer FK a SK Slavia Praha, úspěšný trenér.

## Fotbalová kariéra
Svou kariéru začal v Teplicích, v týmu Teplitzer FK. Z Teplic odešel hrát do prvoligového klubu SK Slavia Praha. Hrál na postu záložníka v řadě s Čambalem, byl označován jako skromný, nenápadný hráč. V československé lize nastoupil ve 112 utkáních. Ve Středoevropském poháru nastoupil v 7 utkáních.

## Reprezentant
Výtečné výkony v klubu jej dostaly do fotbalové reprezentace ČSR. V letech 1929–1935 hrál ve 20 mezistátních zápasech, žádný gól nevstřelil. Po prvním zápase v roce 1929 (bylo mu 23 let) ostatní následovaly až v roce 1932 a letech pozdějších. Utvořili tehdy slavné reprezentační trio Košťálek – Čambal – Krčil. O dva roky později měl velký podíl na úspěchu reprezentace na Mistrovství světa v kopané v Římě 1934.

## Odchod na Maltu
V roce 1937 odjel na Maltu.

## Ligová bilance
| Ročník                    | Zápasy | Góly | Klub            |
| ------------------------- | ------ | ---- | --------------- |
| 1. asociační liga 1929/30 | -      | 0    | Teplitzer FK    |
| 1. asociační liga 1930/31 | 11     | 0    | Teplitzer FK    |
| 1. asociační liga 1931/32 | -      | 0    | Teplitzer FK    |
| 1. asociační liga 1932/33 | -      | 0    | Teplitzer FK    |
| 1. asociační liga 1933/34 | -      | 0    | SK Slavia Praha |
| Státní liga 1934/35       | -      | 0    | SK Slavia Praha |
| Státní liga 1935/36       | -      | 0    | SK Slavia Praha |
| Státní liga 1936/37       | -      | 0    | SK Slavia Praha |
| CELKEM 1. liga            | 112    | 0    |                 |

## Trenérská kariéra
Svou fotbalovou kariéru zakončil v Teplicích jako trenér.. V letech 1947–1948 a pak roku 1952 byl v novém teplickém klubu prvním prvoligovým trenérem A týmu. Tehdy se nynější FK Teplice jmenoval SK Teplice a Ingstav Teplice. V dalších poválečných letech trénoval Rudou Hvězdu Brno a Spartak Plzeň .